# Lagochilus
Lagochilus és un gènere d'angiospermes format per 60 espècies (11 de les quals es troben a la Xina). És un tàxon natiu de les regions temperades d'Àsia.

## Descripció
Aquest gènere està compost per subarbusts o herbes perennes amb un rizoma llenyós. Les tiges són d'un verd blanquinós, rígides i escassament hirsutes. El limbe de les fulles és ròmbic, aquestes són palmatipartides o pinnatipartides amb els lòbuls espinescents, de vegades apareixen bractèoles espinescents estèrils. El calze acampanat o lleugerament tubular, pentanervat. Presenten 5 dents subiguals o 3 grans posteriors més llargues, triangulars a oblongues o àmpliament ovades, generalment més llargues que el tub, àpex espinescent. La corol·la és pentàmera i pilosa exteriorment i bilabiada, el llavi superior és oblong, recte, lleugerament còncau i bilabiat, mentre que el llavi inferior és oblicu, trilobulat (on el lòbul mitjà és més gran i bilobulat) i obcordiforme. Els lòbuls laterals són rectes, aguts o emarginats. L'androceu està format per 4 estams, exserts o subinclosos. L'estil és filiforme, l'àpex subigual. El fruit és una núcula aplanada obcònica amb l'àpex truncat o arrodonit, glandular, pilosa, i amb escates o glabres, llises.

## Taxonomia
- Lagochilus acutilobus
- Lagochilus affinis
- Lagochilus altaicus
- Lagochilus alutaceus
- Lagochilus androssowii
- Lagochilus aucheri
- Lagochilus balchanicus
- Lagochilus botschantzevii
- Lagochilus brachyacanthus
- Lagochilus bungei
- Lagochilus cabulicus
- Lagochilus chingii
- Lagochilus cuneatus
- Lagochilus diacanthophyllus
- Lagochilus drobovii
- Lagochilus glaberrimus
- Lagochilus grandiflorus
- Lagochilus gypsaceus
- Lagochilus hindukushi
- Lagochilus hirsutissimus
- Lagochilus hirsutus
- Lagochilus hirtus
- Lagochilus hispidus
- Lagochilus ilicifolius
- Lagochilus iliensis
- Lagochilus inebrians
- Lagochilus insignis
- Lagochilus intermedius
- Lagochilus kaschgaricus
- Lagochilus keminensis
- Lagochilus knorringianus
- Lagochilus kotschyanus
- Lagochilus kschtutensis
- Lagochilus lanatonodus
- Lagochilus lasiocalyx
- Lagochilus leiacanthus
- Lagochilus longidentatus
- Lagochilus macracanthus
- Lagochilus macrodontus
- Lagochilus nevskii
- Lagochilus nuristanicus
- Lagochilus obliquus
- Lagochilus occultiflorus
- Lagochilus olgae
- Lagochilus paulsenii
- Lagochilus platyacanthus
- Lagochilus platycalyx
- Lagochilus pubescens
- Lagochilus pulcher
- Lagochilus pungens
- Lagochilus quadridentatus
- Lagochilus schugnanicus
- Lagochilus seravschanicus
- Lagochilus setulosus
- Lagochilus subhispidus
- Lagochilus taukumensis
- Lagochilus tianschanicus
- Lagochilus turkestanicus
- Lagochilus usunachmaticus
- Lagochilus vvedenskyi
- Lagochilus xianjiangensis